# Чёрное (озеро, Невельский район)
Чёрное — озеро в Туричинской волости Невельского района Псковской области России, у границы с Витебской областью Белоруссии.
Площадь водосборного бассейна — 12,81 км². Площадь зеркала — 1,7 км² (173,6 га, с островами — 180,0 га). Максимальная глубина — 6,0 м, средняя глубина — 3,0 м.
На берегу озера находится деревня Дударево.
Для озера характерно: илисто-песчаное дно, песок, галька.
Озеро проточное. Относится к бассейну реки Оболь, являющейся притоком Западной Двины. Связь с Оболью проходит через реки Чернец, Осмотица, Прудница, Свина и ряд проточных озёр.
Тип озера лещово-плотвичный с уклеей и судаком. Другие распространённые виды рыб: щука, окунь, краснопёрка, густера, линь, вьюн, карась.